# Mistrovství světa ve florbale do 19 let 2025
Mistrovství světa ve florbale mužů do 19 let 2025 bylo 13. ročníkem mistrovství světa juniorů. Mistrovství se konalo od 29. dubna do 4. května 2025 v Curychu. Bylo to podruhé co Švýcarsko pořádalo juniorské mistrovství, poprvé to bylo v roce 2007.

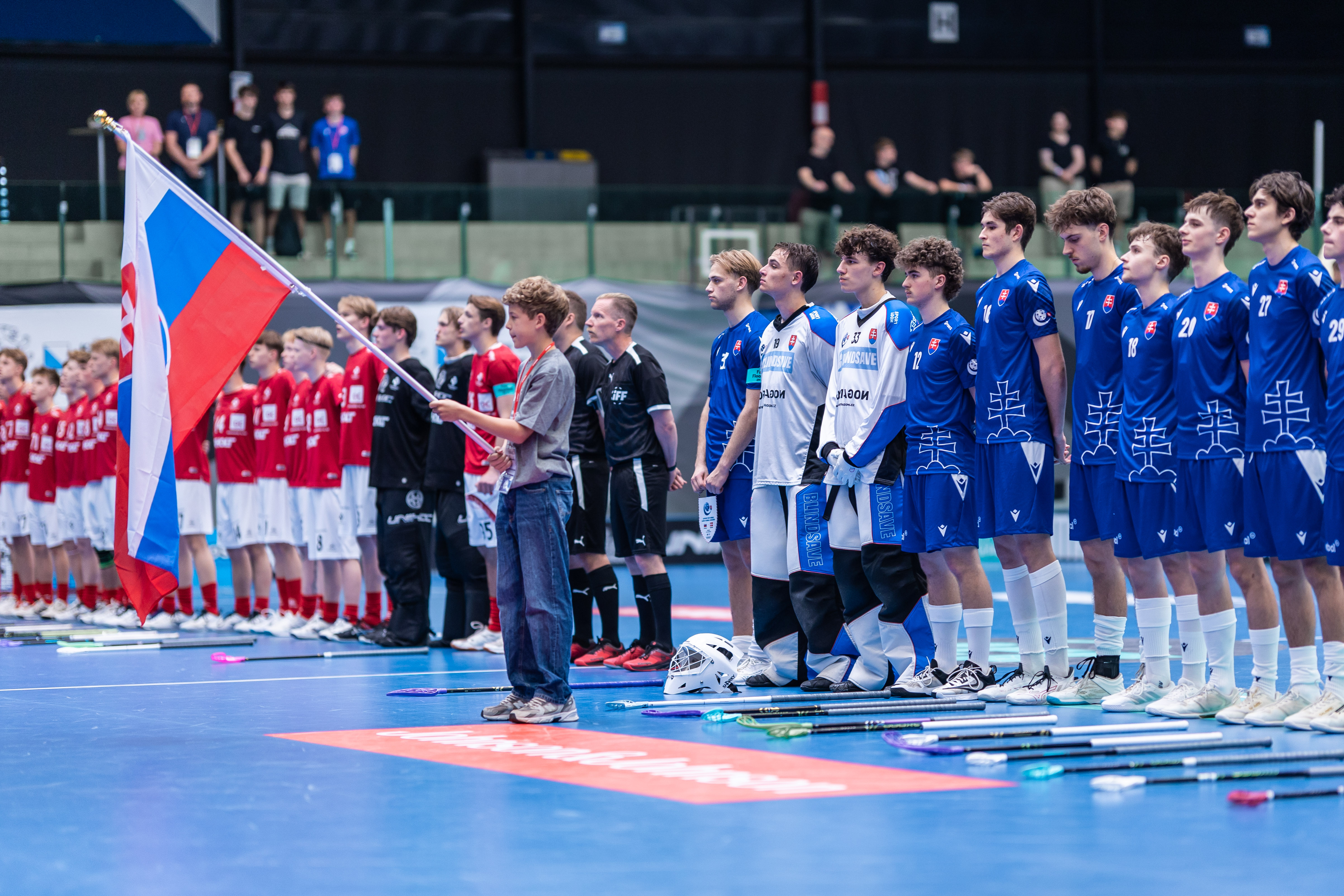
Nástup týmů před zápasem Slovensko–Dánsko

Vítězem se stalo Finsko po porážce Česka ve finále v prodloužení. Pro Finy to byl celkově pátý titul. Naposledy zvítězili v roce 2017. Švýcarsko v zápase o bronz porazilo na nájezdy obhájce titulu, Švédsko. To skončilo teprve podruhé v historii bez medaile.
Celý turnaj měl rekordní návštěvnost 35 290 diváků, téměř dvojnásobek dosavadního maxima z předchozího mistrovství. Finálový zápas s 5321 fanoušky podobně výrazně překonal dosavadní rekord z roku 2017.

## Kvalifikace
Závěrečného turnaje se účastnilo 167 národních týmů. Nejlepších devět reprezentací z předchozího mistrovství v roce 2023, tedy včetně pořádajícího druhého Švýcarska a čtvrtého Česka, bylo nasazeno přímo. O zbývajících sedmi účastnících se rozhodlo v regionálních kvalifikacích. Celkem se přihlásilo rekordních 26 týmů.
Z americké kvalifikace, konané 2. až 4. srpna 2024 v kanadském městě Fredericton mezi Spojenými státy a Kanadou, postoupil poprvé domácí tým.

Pořadatel (Švýcarsko)
Nasazení na základě pořadí na minulém mistrovství
Kvalifikovaní
Nekvalifikovaní

První evropská kvalifikace se odehrála mezi 4. a 8. zářím 2024 v polském městě Pruszcz. Z pěti přihlášených týmů postoupily dva nejlepší, Estonsko a poprvé Španělsko. Druhá evropská kvalifikace se konala mezi 29. lednem a 2. únorem 2025 v italském městě Latisana, společně s kvalifikací na Mistrovství světa žen 2025. Zúčastnilo se jí šest týmů, ze kterých se kvalifikovaly také dva, včetně Nizozemska, které postoupilo na hlavní turnaj také poprvé.
Asijsko-oceánská kvalifikace se uskutečnila od 20. do 22. září 2024 v Honiaře, hlavním městě Šalomounových ostrovů. Rozhodovalo se v ní o dvou postupujících ze čtyřech přihlášených.
| Akce                                            | Místenky | Kvalifikovaní | Poř. 2023 | Počet účastí | Po sobě | Posl. účast | Nejlepší umístění                                 |
| ----------------------------------------------- | -------- | ------------- | --------- | ------------ | ------- | ----------- | ------------------------------------------------- |
| Nejlépe umístěné země na předchozím mistrovství | 9        | Švédsko       | 1.        | 13           | 13      | 2023        | Vítězové (2001, 2005, 2007, 2009, 2013, 2023)     |
| Nejlépe umístěné země na předchozím mistrovství | 9        | Švýcarsko (H) | 2.        | 13           | 13      | 2023        | 2. místo (2001, 2013, 2015, 2023)                 |
| Nejlépe umístěné země na předchozím mistrovství | 9        | Finsko        | 3.        | 13           | 13      | 2023        | Vítězové (2003, 2011, 2015, 2017)                 |
| Nejlépe umístěné země na předchozím mistrovství | 9        | Česko         | 4.        | 13           | 13      | 2023        | Vítězové (2019, 2021)                             |
| Nejlépe umístěné země na předchozím mistrovství | 9        | Lotyšsko      | 5.        | 13           | 13      | 2023        | 4. místo (2001, 2005)                             |
| Nejlépe umístěné země na předchozím mistrovství | 9        | Slovensko     | 6.        | 10           | 10      | 2023        | 5. místo (2015)                                   |
| Nejlépe umístěné země na předchozím mistrovství | 9        | Norsko        | 7.        | 11           | 2       | 2023        | 5. místo (2003, 2013)                             |
| Nejlépe umístěné země na předchozím mistrovství | 9        | Dánsko        | 8.        | 10           | 5       | 2023        | 6. místo (2017)                                   |
| Nejlépe umístěné země na předchozím mistrovství | 9        | Německo       | 9.        | 4            | 3       | 2023        | 6. místo (2021)                                   |
| Americká kvalifikace                            | 1        | Kanada        | –         | 1            | 1       | –           | 13. místo (2011, 2013, 2015, 2019 – vše divize B) |
| Evropská kvalifikace 1                          | 2        | Estonsko      | 13.       | 5            | 3       | 2023        | 8. místo (2011)                                   |
| Evropská kvalifikace 1                          | 2        | Španělsko     | –         | 1            | 1       | –           | 13. místo (2007 – divize B)                       |
| Evropská kvalifikace 2                          | 2        | Nizozemsko    | –         | 1            | 1       | –           | 12. místo (2003 – divize B)                       |
| Evropská kvalifikace 2                          | 2        | Slovinsko     | 11.       | 3            | 3       | 2023        | 10. místo (2019 – divize B)                       |
| Asijsko-oceánská kvalifikace                    | 2        | Singapur      | 15.       | 2            | 2       | 2023        | 12. místo (2005 – divize B)                       |
| Asijsko-oceánská kvalifikace                    | 2        | Austrálie     | 14.       | 2            | 2       | 2023        | 12. místo (2017 – divize B)                       |

## Místo konání
| Curych                            | Curych                         | Curych                            |
| --------------------------------- | ------------------------------ | --------------------------------- |
| Swiss Life Arena Kapacita: 12 000 | Saalsporthalle Kapacita: 2 500 | Sporthalle Hardau Kapacita: 1 300 |
|                                   |                                |                                   |

Zdroj:

## Rozhodčí
Na turnaj bylo nominovaných celkem osm párů rozhodčích ze šesti různých členských asociací, přičemž Česko a Švýcarsko mělo každé po dvou párech.
Nominovaní rozhodčí
- Tomáš Kostinek a Martin Reichelt
- Lukáš Čížek a Lukáš Laštovička
- Joni Kokkonen a Tommi Virkki
- Mārtiņš Gross a Imants Vīnkalns
- Tomáš Beňo a Roman Sklenica
- Frans Dahlstedt a Andreas Morelius
- Janick Buehler a Yvan Buehler
- Josef Fässler a Benjamin Schläpfer

## Základní skupiny

### Los
Los turnaje proběhl 19. října 2024. 16 účastnických zemí bylo rozděleno do čtyř skupin (A, B, C a D). Do skupin A a B se losovalo mezi nejlepšími týmy z předchozího mistrovství v roce 2023. Do skupin C a D se vybíralo z ostatních zemí, částečně naslepo, protože druhá evropská kvalifikace ještě v době losování neproběhla.

### Systém
V základních skupinách spolu týmy hrály každý s každým od 29. dubna do 1. května 2025. Za vítězství získaly dva body, za remízu jeden. Zápasy vyřazovací části a o umístění se hrály od 2. do 4. května.

### Skupina A

#### Tabulka
| Poř. | Tým       | Z | V | R | P | VG | IG | +/- | B |
| ---- | --------- | - | - | - | - | -- | -- | --- | - |
| 1.   | Česko     | 3 | 3 | 0 | 0 | 30 | 6  | +24 | 6 |
| 2.   | Finsko    | 3 | 2 | 0 | 1 | 27 | 12 | +15 | 4 |
| 3.   | Slovensko | 3 | 1 | 0 | 2 | 12 | 24 | -12 | 2 |
| 4.   | Dánsko    | 3 | 0 | 0 | 3 | 7  | 34 | -27 | 0 |

#### Zápasy
| 29. dubna 2025 10:00 | Dánsko | 1 : 14 (0:3, 1:5, 0:6) | Česko | Sporthalle Hardau, Curych Návštěvnost: 819 |  |

| Zpráva |

| 29. dubna 2025 16:00 | Finsko | 12 : 2 (1:1, 5:0, 6:1) | Slovensko | Saalsporthalle, Curych Návštěvnost: 912 |  |

| Zpráva |

| 30. dubna 2025 16:00 | Česko | 11 : 3 (5:1, 5:1, 1:1) | Slovensko | Sporthalle Hardau, Curych Návštěvnost: 270 |  |

| Zpráva |

| 30. dubna 2025 19:00 | Dánsko | 5 : 13 (2:4, 1:6, 2:3) | Finsko | Saalsporthalle, Curych Návštěvnost: 323 |  |

| Zpráva |

| 1. května 2025 16:00 | Česko | 5 : 2 (1:2, 1:0, 3:0) | Finsko | Saalsporthalle, Curych Návštěvnost: 1018 |  |

| Zpráva |

| 1. května 2025 16:00 | Slovensko | 7 : 1 (0:0, 3:0, 4:1) | Dánsko | Sporthalle Hardau, Curych Návštěvnost: 291 |  |

| Zpráva |

### Skupina B

#### Tabulka
| Poř. | Tým       | Z | V | R | P | VG | IG | +/- | B |
| ---- | --------- | - | - | - | - | -- | -- | --- | - |
| 1.   | Švédsko   | 3 | 2 | 1 | 0 | 19 | 13 | +6  | 5 |
| 2.   | Švýcarsko | 3 | 1 | 2 | 0 | 14 | 10 | +4  | 4 |
| 3.   | Lotyšsko  | 3 | 0 | 2 | 1 | 12 | 15 | -3  | 2 |
| 4.   | Norsko    | 3 | 0 | 1 | 2 | 9  | 16 | -7  | 1 |

#### Zápasy
| 29. dubna 2025 19:00 | Švédsko | 5 : 5 (2:2, 1:2, 2:1) | Švýcarsko | Saalsporthalle, Curych Návštěvnost: 1612 |  |

| Zpráva |

| 29. dubna 2025 19:00 | Norsko | 4 : 4 (2:0, 0:1, 2:3) | Lotyšsko | Sporthalle Hardau, Curych Návštěvnost: 117 |  |

| Zpráva |

| 30. dubna 2025 16:00 | Švýcarsko | 5 : 1 (1:0, 2:0, 2:1) | Norsko | Saalsporthalle, Curych Návštěvnost: 987 |  |

| Zpráva |

| 30. dubna 2025 19:00 | Lotyšsko | 4 : 7 (2:2, 0:3, 2:2) | Švédsko | Sporthalle Hardau, Curych Návštěvnost: 151 |  |

| Zpráva |

| 1. května 2025 13:00 | Švédsko | 7 : 4 (5:0, 1:3, 1:1) | Norsko | Saalsporthalle, Curych Návštěvnost: 952 |  |

| Zpráva |

| 1. května 2025 19:00 | Švýcarsko | 4 : 4 (3:1, 0:2, 1:1) | Lotyšsko | Saalsporthalle, Curych Návštěvnost: 1434 |  |

| Zpráva |

### Skupina C

#### Tabulka
| Poř. | Tým        | Z | V | R | P | VG | IG | +/- | B |
| ---- | ---------- | - | - | - | - | -- | -- | --- | - |
| 1.   | Německo    | 3 | 3 | 0 | 0 | 27 | 13 | +14 | 6 |
| 2.   | Nizozemsko | 3 | 2 | 0 | 1 | 15 | 13 | +2  | 4 |
| 3.   | Singapur   | 3 | 1 | 0 | 2 | 12 | 20 | -8  | 2 |
| 4.   | Kanada     | 3 | 0 | 0 | 3 | 13 | 21 | -8  | 0 |

#### Zápasy
| 29. dubna 2025 13:00 | Nizozemsko | 6 : 2 (0:0, 4:1, 2:1) | Singapur | Sporthalle Hardau, Curych Návštěvnost: 736 |  |

| Zpráva |

| 29. dubna 2025 16:00 | Kanada | 7 : 8 (3:2, 3:3, 1:3) | Německo | Sporthalle Hardau, Curych Návštěvnost: 832 |  |

| Zpráva |

| 30. dubna 2025 10:00 | Německo | 9 : 4 (3:1, 1:2, 5:1) | Singapur | Saalsporthalle, Curych Návštěvnost: 427 |  |

| Zpráva |

| 30. dubna 2025 13:00 | Kanada | 1 : 7 (0:3, 0:2, 1:2) | Nizozemsko | Saalsporthalle, Curych Návštěvnost: 512 |  |

| Zpráva |

| 1. května 2025 10:00 | Singapur | 6 : 5 (2:2, 1:0, 3:3) | Kanada | Saalsporthalle, Curych Návštěvnost: 568 |  |

| Zpráva |

| 1. května 2025 19:00 | Německo | 10 : 2 (0:2, 3:0, 7:0) | Nizozemsko | Sporthalle Hardau, Curych Návštěvnost: 234 |  |

| Zpráva |

### Skupina D

#### Tabulka
| Poř. | Tým       | Z | V | R | P | VG | IG | +/- | B |
| ---- | --------- | - | - | - | - | -- | -- | --- | - |
| 1.   | Austrálie | 3 | 2 | 0 | 1 | 15 | 12 | +3  | 4 |
| 2.   | Slovinsko | 3 | 2 | 0 | 1 | 16 | 15 | +1  | 4 |
| 3.   | Španělsko | 3 | 2 | 0 | 1 | 17 | 14 | +3  | 4 |
| 4.   | Estonsko  | 3 | 0 | 0 | 3 | 10 | 17 | -7  | 0 |

#### Zápasy
| 29. dubna 2025 10:00 | Austrálie | 6 : 4 (0:0, 1:0, 5:4) | Estonsko | Saalsporthalle, Curych Návštěvnost: 702 |  |

| Zpráva |

| 29. dubna 2025 13:00 | Slovinsko | 6 : 8 (2:2, 1:3, 3:3) | Španělsko | Saalsporthalle, Curych Návštěvnost: 834 |  |

| Zpráva |

| 30. dubna 2025 10:00 | Austrálie | 3 : 5 (0:0, 1:2, 2:3) | Slovinsko | Sporthalle Hardau, Curych Návštěvnost: 687 |  |

| Zpráva |

| 30. dubna 2025 13:00 | Estonsko | 2 : 6 (2:1, 0:2, 0:3) | Španělsko | Sporthalle Hardau, Curych Návštěvnost: 613 |  |

| Zpráva |

| 1. května 2025 10:00 | Estonsko | 4 : 5 (2:1, 1:1, 1:3) | Slovinsko | Sporthalle Hardau, Curych Návštěvnost: 584 |  |

| Zpráva |

| 1. května 2025 13:00 | Španělsko | 3 : 6 (1:0, 0:3, 2:3) | Austrálie | Sporthalle Hardau, Curych Návštěvnost: 514 |  |

| Zpráva |

## Play off
Hrály první dva týmy ze skupin A a B.

### Pavouk
|  | Semifinále | Semifinále | Semifinále |  |  | Finále      | Finále      | Finále      |
|  |            |            |            |  |  |             |             |             |
|  | 1B         | Švédsko    | 3          |  |  |             |             |             |
|  | 2A         | Finsko     | 9          |  |  |             |             |             |
|  |            |            |            |  |  |             | Finsko      | 4           |
|  |            |            |            |  |  |             | Česko       | 3           |
|  | 1A         | Česko      | 8          |  |  |             |             |             |
|  | 2B         | Švýcarsko  | 2          |  |  | Třetí místo | Třetí místo | Třetí místo |
|  |            |            |            |  |  |             | Švédsko     | 3           |
|  |            |            |            |  |  |             | Švýcarsko   | 4           |

### Semifinále
| 3. května 2025 16:00 | Česko | 8 : 2 (4:0, 2:0, 2:2) | Švýcarsko | Swiss Life Arena, Curych Návštěvnost: 3473 |  |

| Zpráva |

| 3. května 2025 19:00 | Švédsko | 3 : 9 (2:5, 0:2, 1:2) | Finsko | Swiss Life Arena, Curych Návštěvnost: 3052 |  |

| Zpráva |

### Finále
| 4. května 2025 16:10 | Finsko | 4 : 3pp (1:1, 2:0, 0:2, 1:0) | Česko | Swiss Life Arena, Curych Návštěvnost: 5321 |  |

| Zpráva |

### O 3. místo
| 4. května 2025 13:00 | Švédsko | 3 : 4pn (1:2, 1:1, 1:0, 0:0) | Švýcarsko | Swiss Life Arena, Curych Návštěvnost: 5163 |  |

| Zpráva |

## Zápasy o umístění

### Zápas o 5. místo
| 3. května 2025 19:00 | Slovensko | 4 : 2 (3:1, 0:1, 1:0) | Lotyšsko | Sporthalle Hardau, Curych Návštěvnost: 151 |  |

| Zpráva |

### 7.–10. místo

#### Pavouk
|  | Semifinále o 7.–10. místo | Semifinále o 7.–10. místo | Semifinále o 7.–10. místo |  |  | Zápas o 7. místo | Zápas o 7. místo | Zápas o 7. místo |
|  |                           |                           |                           |  |  |                  |                  |                  |
|  | 4A                        | Dánsko                    | 12                        |  |  |                  |                  |                  |
|  | 1D                        | Austrálie                 | 3                         |  |  |                  |                  |                  |
|  |                           |                           |                           |  |  |                  | Dánsko           | 5                |
|  |                           |                           |                           |  |  |                  | Norsko           | 8                |
|  | 4B                        | Norsko                    | 10                        |  |  |                  |                  |                  |
|  | 1C                        | Německo                   | 3                         |  |  | Zápas o 9. místo | Zápas o 9. místo | Zápas o 9. místo |
|  |                           |                           |                           |  |  |                  | Austrálie        | 5                |
|  |                           |                           |                           |  |  |                  | Německo          | 10               |

#### Semifinále o 7.–10. místo
| 2. května 2025 16:00 | Dánsko | 12 : 3 (7:0, 3:2, 2:1) | Austrálie | Sporthalle Hardau, Curych Návštěvnost: 198 |  |

| Zpráva |

| 2. května 2025 19:00 | Norsko | 10 : 3 (3:0, 2:3, 5:0) | Německo | Sporthalle Hardau, Curych Návštěvnost: 315 |  |

| Zpráva |

#### Zápas o 7. místo
| 4. května 2025 10:00 | Dánsko | 5 : 8 (3:3, 2:3, 0:2) | Norsko | Sporthalle Hardau, Curych Návštěvnost: 146 |  |

| Zpráva |

#### Zápas o 9. místo
| 4. května 2025 10:00 | Austrálie | 5 : 10 (3:5, 0:0, 2:5) | Německo | Swiss Life Arena, Curych Návštěvnost: 853 |  |

| Zpráva |

### Zápas o 11. místo
| 3. května 2025 16:00 | Nizozemsko | 6 : 5pp (3:1, 0:1, 2:3, 1:0) | Slovinsko | Sporthalle Hardau, Curych Návštěvnost: 205 |  |

| Zpráva |

### Zápas o 13. místo
| 3. května 2025 13:00 | Španělsko | 8 : 4 (1:1, 3:2, 4:1) | Singapur | Sporthalle Hardau, Curych Návštěvnost: 172 |  |

| Zpráva |

### Zápas o 15. místo
| 3. května 2025 10:00 | Kanada | 4 : 6 (1:4, 2:0, 1:2) | Estonsko | Sporthalle Hardau, Curych Návštěvnost: 112 |  |

| Zpráva |

## Konečné pořadí

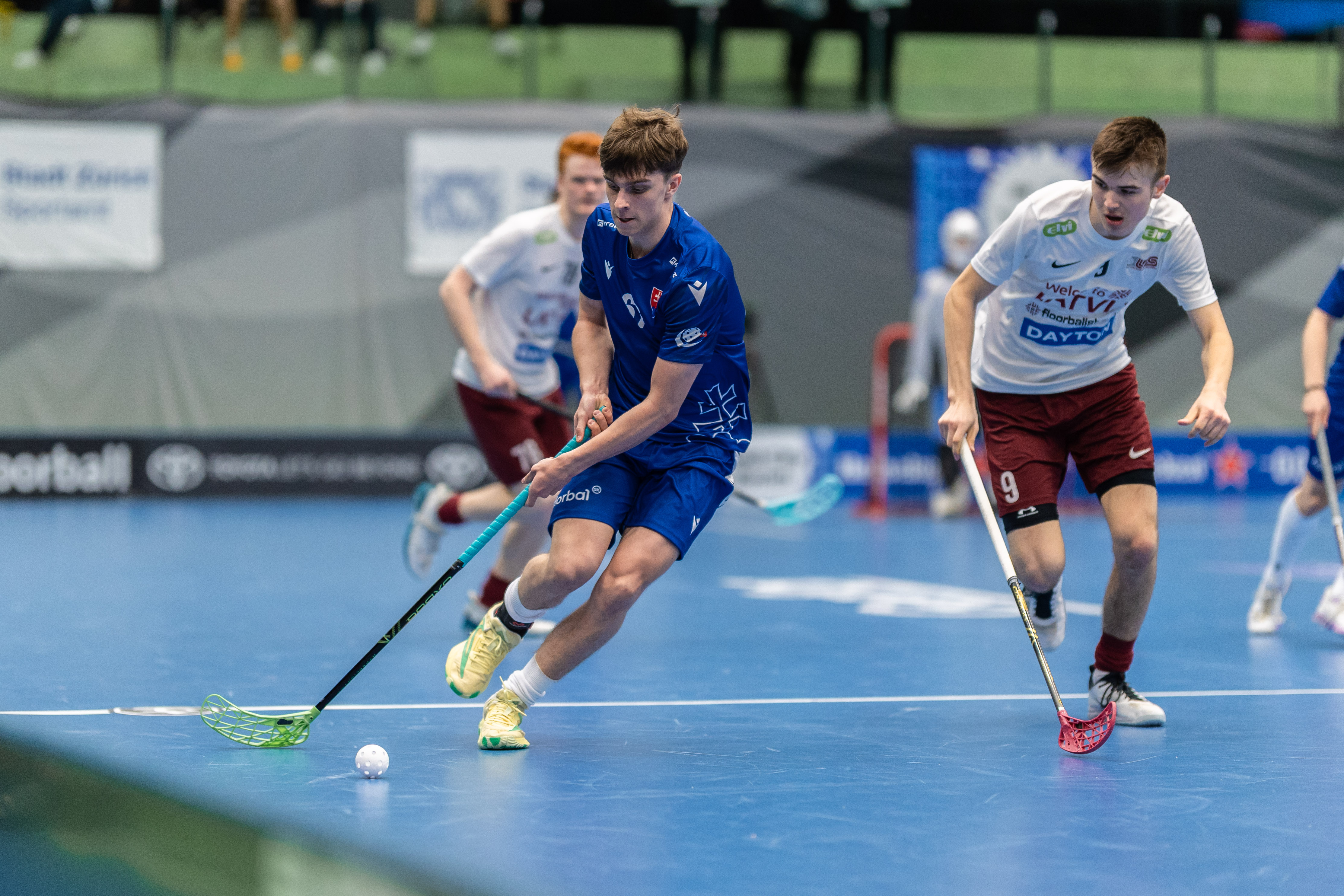
Zápas o páté místo Slovensko–Lotyšsko

| Pořadí           | Tým        |
| ---------------- | ---------- |
| Zlatá medaile    | Finsko     |
| Stříbrná medaile | Česko      |
| Bronzová medaile | Švýcarsko  |
| 4.               | Švédsko    |
| 5.               | Slovensko  |
| 6.               | Lotyšsko   |
| 7.               | Norsko     |
| 8.               | Dánsko     |
| 9.               | Německo    |
| 10.              | Austrálie  |
| 11.              | Nizozemsko |
| 12.              | Slovinsko  |
| 13.              | Španělsko  |
| 14.              | Singapur   |
| 15.              | Estonsko   |
| 16.              | Kanada     |

## All Star tým
Členy All Star týmu se stali:
Brankář:  Aapo Seppälä
Obránci:  Ilmo Leino,  Michael Wertheim
Centr:  Mikeš Motejzík
Útočníci:  Aatu Knuuti,  Matteo Gervassoni

## Mistrovství světa 3v3

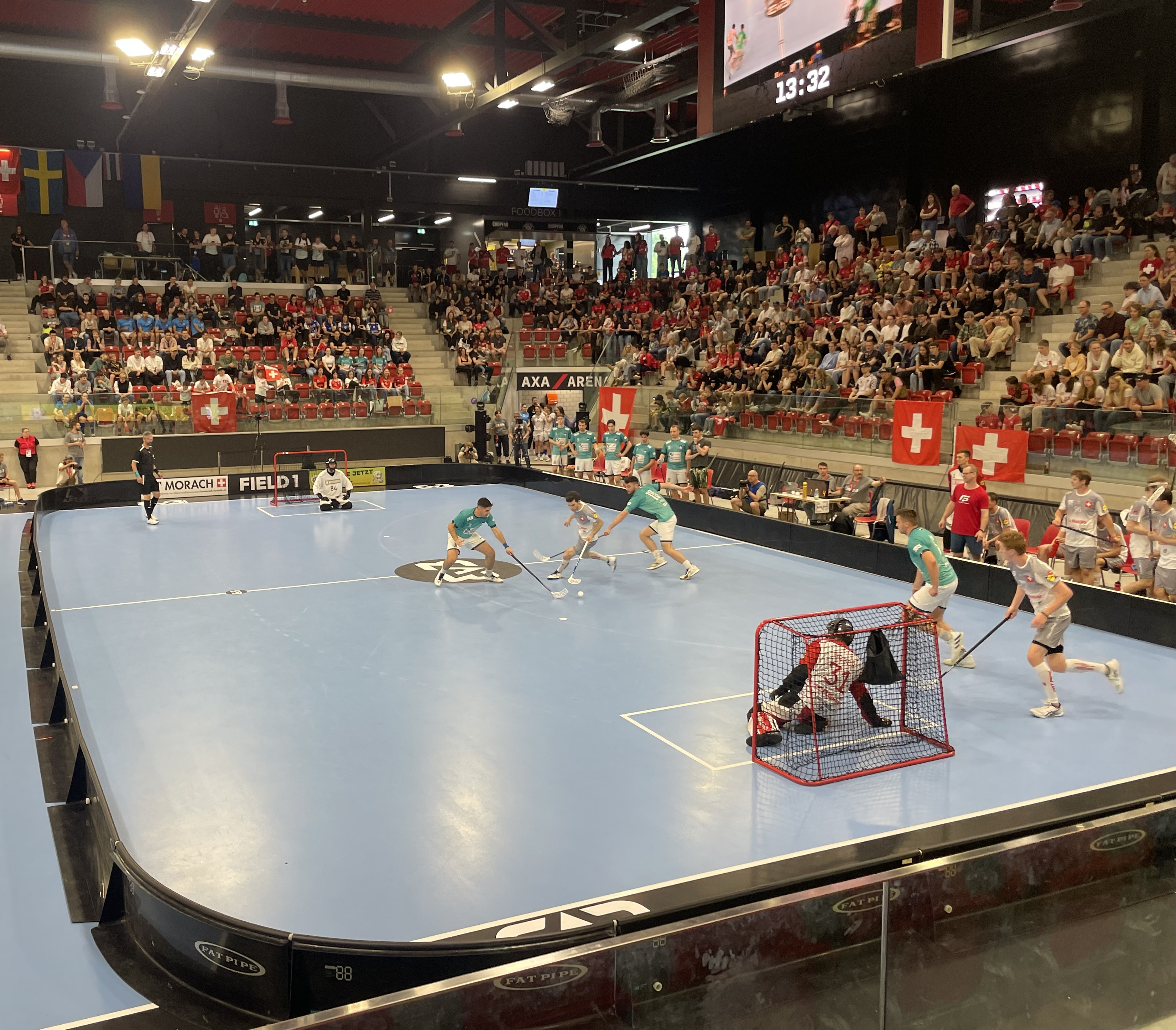
Semifinálový zápas Švýcarsko–Slovinsko

Součástí akce bylo druhé mistrovství světa ve florbale tři na tři (3v3 World Floorball Championships 2025) pro mužské i ženské týmy. Soutěž se hrála ke konci hlavního turnaje, 2. a 3. května 2025. Oproti prvnímu ročníku měla každá země jen jeden tým.
V mužském turnaji soutěžilo 23 týmů z 17 evropských zemí, Hongkongu, Kanady, Kolumbie, Nového Zélandu, Spojených států a Thajska. Zvítězil domácí švýcarský tým po porážce Ukrajiny ve finále. Česko reprezentoval tým založený na hráčích klubu Torpedo Havířov, který vypadl v osmifinále po prohře se Švédskem.
V ženském turnaji bylo 18 týmů z 16 evropských zemí, Hongkongu a Kanady. Zvítězil také domácí tým po porážce Finek ve finále. Za Česko hrál tým složený částečně z bývalých reprezentantek, který skončil na čtvrtém místě, také po prohře se Švédskem.